# Wyszogród
Pour les articles homonymes, voir Wyszogród (homonymie).
Wyszogród (prononciation : [vɨˈʂɔɡrut]) est une ville de la voïvodie de Mazovie, dans le nord-est de la Pologne.
Elle est située approximativement à 38 kilomètres au sud-est de Płock, siège de le powiat et 71 kilomètres à l'ouest de Varsovie, capitale de la Pologne.
Elle couvre une surface de 13,87 km2 et comptait 2 772 habitants en 2006.
Wyszogród est le siège administratif (chef-lieu) de la gmina de Wyszogród.

## Histoire
Établie en 1065, Wyszogród obtient le statut de ville en 1398.
De 1975 à 1998, elle fait partie de la voïvodie de Płock.
À partir de 1999, Wyszogród est rattachée à la voïvodie de Mazovie.